# Therese Malten
Therese Malten (Chernyakhovsk, Óblast de Kaliningrad, 21 de juny de 1855 - Dresden, Saxònia, 2 de gener de 1930) fou una tiple dramàtica alemanya.
Malten, filla d'un conseller reial del govern prussià, va actuar per primera vegada en un concert benèfic a Marienburg als quatre anys. Més tard, per consell d'Anton Woworsky, va rebre formació de Richard Kahle AL "High Drama" a Danzig i Berlín. Gustav Engel es va fer càrrec de les classes de cant.
El 30 de maig de 1873 va debutar com "Pamina" a La flauta màgica a l'Òpera de la Cort de Dresden i només va assistir a aquesta òpera fins que va deixar els escenaris el 1903. Les actuacions com a convidada la van portar a gairebé tots els teatres d'òpera europeus. Richard Wagner, que la va escoltar com "Senta" a Der fliegende Holländer a Dresden a la tardor de 1881, la va convidar a Bayreuth per al seu Festival de 1882 per fer-la cantar com Kundry al Parsifal a Bayreuth. El 1883 i el 1884 el rei Lluís II de Baviera li va demanar que cantés Kundry en actuacions separades.
De 1893 a 1930, Malten va viure a Kleinzschachwitz-Zschieren, prop de Dresden. La vil·la Therese Malten a la vora de l'Elba (davant del castell de Pillnitz) va ser construïda per Bruno Müller en estil neo-renaixentista. A la vila molt reformada ara hi ha una petita casa d'hostes. Therese Malten va donar suport als orfes, les víctimes de la guerra i altres persones necessitades.
Durant molts anys va ser parella de la filòsofa austríaca, crítica literària i musical Helene von Druskowitz.
Therese Malten va morir als 74 anys i va ser enterrada al cementiri de la Trinitat a Dresden. A Dresden, Therese-Malten-Strasse la commemora. Va ser membre d'honor de l'"Hoftheater Dresden".

## Enregistraments en rotllo
- Pamina – La flauta màgica (Wolfgang Amadeus Mozart)
- Kundry – Parsifal (Richard Wagner)
- Elisabeth – Tannhäuser i la guerra dels cantants a Wartburg (Richard Wagner)
- Senta - Der fliegende Holländer (Richard Wagner)